# George Gee Jackson
George Gee Jackson (* 5. Oktober 1920 in Provo, Utah; † 16. Oktober 2020) war ein US-amerikanischer Mediziner, der sich mit Infektionskrankheiten beschäftigte.
Jackson studierte an der Brigham Young University (Bachelor 1943) und der University of Utah, wo er 1945 seinen M. D. Abschluss in Medizin machte. Nach Facharztausbildung (Internship) am Boston City Hospital war er Research Fellow und danach Assistent an der Harvard Medical School und am Thorndike Memorial Hospital.  Ab 1951 war er Assistant Professor und später Professor an der University of Illinois Medical School, wo er ab 1959 die Abteilung Infektionskrankheiten leitete. Ab 1979 bis zu seiner Emeritierung 1987 war er dort Robert Wood Keeton Professor of Medicine. 1968/69 war er als Gastwissenschaftler am Tropeninstitut in Hamburg, 1977/78 am London Hospital Medical College und 1978/79 am Max von Pettenkofer-Institut der Universität München.
1984 erhielt er den Ernst Jung-Preis, 1977 den Maxwell Finland Award der Infectious Disease Society of America und 1978 den Alexander von Humboldt US Senior Scientist Award. 1974 war er Präsident der Infectious Disease Society of America. 1979 bis 1984 war er Herausgeber des Journal of Infectious Diseases. 
Er war von 1943 bis zu deren Tod 2013 mit Amy Cox Jackson verheiratet und hatte fünf Kinder.

## Schriften
- mit Robert Lee Muldoon Viruses causing common respiratory infections in man, University of Chicago Press 1975
- Herausgeber mit H. Thomas: The Pathogenesis of bacterial infections, Springer Verlag 1985
- mit H. D. Schlumberger, H.-J. Zeiler Perspectives in antiinfective therapy: Bayer centenary symposium, Washington D. C. 1988, Springer Verlag 1989